# ۲۲۹ (قمری)
۲۲۹ (قمری)، دویست و بیست و نهمین سال در گاهشماری هجری قمری است. اول محرم این سال برابر با چهارم اکتبر سال ۸۴۳ میلادی است.